# Yanosuke Watanabe
Yanosuke Watanabe (渡邊 彌之助, Watanabe Yanosuke) was een Japans voetballer die als doelman speelde.

## Japans voetbalelftal
Yanosuke Watanabe maakte op 17 mei 1925 zijn debuut in het Japans voetbalelftal tijdens een Spelen van het Verre Oosten tegen Filipijnen. Yanosuke Watanabe debuteerde in 1925 in het Japans nationaal elftal en speelde 2 interlands.

## Statistieken
| Japans voetbalelftal | Japans voetbalelftal | Japans voetbalelftal |
| Jaar                 | Wed.                 | Dlp.                 |
| -------------------- | -------------------- | -------------------- |
| 1925                 | 2                    | 0                    |
| Totaal               | 2                    | 0                    |